# 希芳代區
14°47′31″S 32°49′44″E / 14.792°S 32.829°E

希芳代區（葡萄牙語：Chifunde），是莫桑比克的行政區，位於該國西北部，由太特省負責管轄，首府設於希芳代，面積9,403平方公里，2007年人口101,811，人口密度每平方公里11人。